# Det springende punkt
Det springende punkt er en dansk ungdomsfilm fra 1989 med instruktion og manuskript af Claus Bjerre.

## Handling
Novellefilm om to søskende i pubertetsalderen, der finder ud af hvor dejligt de kan have det, når deres forældre ikke er hjemme. De beslutter sig derfor for at slå forældrene ihjel, så de omsider kan råde egenhændigt.